# Nieuwe Kerk (Amsterdam)

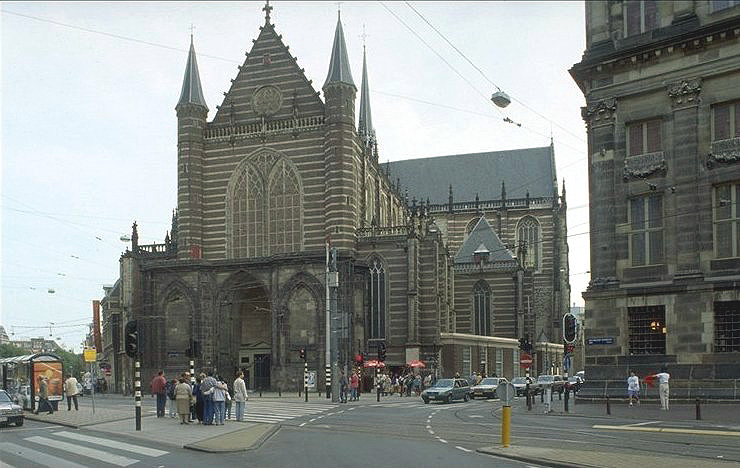
Nieuwe Kerk widziany od strony Nieuwezijds Voorburgwal.

Nieuwe Kerk (pol. Nowy Kościół) – jeden z kościołów w Amsterdamie, zbudowany w XV wieku. W tym właśnie kościele odbywają się zaprzysiężenia władców Holandii (ostatnia w 2013 r. – króla Wilhelma Aleksandra) oraz śluby rodziny królewskiej (ostatni w 2002).

## Historia
Nieuwe Kerk położony jest przy placu Dam, obok Pałacu Królewskiego (Koninklijk Paleis). Jest drugim zbudowanym w Amsterdamie kościołem, po Oude Kerk (Stary Kościół). Biskup Utrechtu wyraził zgodę na budowę drugiego kościoła w 1408 roku, ponieważ Oude Kerk był zbyt mały, aby obsłużyć wszystkich mieszkańców miasta. Nieuwe Kerk zadedykowany został św. Marii i św. Katarzynie.
Kościół był niszczony przez pożary w latach 1421 i 1452, a niemal całkowicie został spalony w roku 1645, po którym odbudowany został w gotyckim stylu. Przeszedł wielką renowację w latach 1892–1914, w wyniku której dodano mu wiele neogotyckich detali. Kolejna renowacja miała miejsce w latach 1959–1980.
Obecnie w kościele nie odbywają się nabożeństwa, służy jako miejsce wystaw, organizowane są też w nim recitale organowe.

## Pochowani w Nieuwe Kerk
- Caspar Barlaeus
- Willem Blaeu
- Jan van Galen
- Lieve Geelvinck
- Hessel Gerritsz
- Dirk Hartog
- Nicolaes de Helt Stockade
- Cornelis Holsteyn
- Pieter Corneliszoon Hooft
- Katharyne Lescailje
- Gabriël Metsu
- Michiel de Ruyter
- Jan van Speijk
- Cornelis Troost
- Nicolaes Tulp
- Joost van den Vondel